# 托尼·瑟維洛
马可·安东尼奥·“托尼”·瑟維洛（1959年1月25日—）是意大利演员和戏剧导演。
他曾两次荣获欧洲电影奖最佳男主角奖，分别是2008年凭借《娥摩拉罪惡之城》和《大牌明星》以及2013年凭借《绝美之城》获得该奖。此外，他还在2002年至2013年期间四次荣获大卫奖最佳男主角奖。2020年，《纽约时报》将他列为21世纪最伟大的25位演员中的第7位。